# دانيال أوليفيرا
دانيال أوليفيرا (بالبرتغالية: Daniel Oliveira‏) مواليد 12 يوليو 1985، هو سائق راليات برازيلي بدأ مسيرته في سنة 2009. كان أول رالي له هو رالي الأرجنتين 2009. شارك في بطولة العالم للراليات. نافس في رالي التحدي عبر القارات.